# Luigi Miracco
Luigi Angelo Miracco (Roma, 7 gennaio 1988) è uno schermidore italiano, specializzato nella sciabola.

## Biografia
Nel corso della sua carriera ha vinto una medaglia d'argento a squadre alle Universiadi del 2011 a Shenzhen in Cina e una medaglia d'oro nella gara a squadre al Campionato europeo di scherma 2014 a Strasburgo. E'stato campione italiano individuale di sciabola nel 2013. Ha vinto, inoltre, tre titoli nazionali a squadre nel 2010, 2011 e 2012.

## Palmarès

### Risultati élite
In carriera ha ottenuto i seguenti risultati:
Giochi mondiali militari
Individuale
- Bronzo nella sciabola a Rio de Janeiro 2011

A squadre
- Argento nella sciabola a Rio de Janeiro 2011

Europei
Individuale
A squadre
- Oro nella sciabola a Strasburgo 2014

Giochi europei
Individuale
- Bronzo nella sciabola a Baku 2015

A squadre
- Oro nella sciabola a Baku 2015

Universiadi
Individuale
A squadre
- Argento nella sciabola a Shenzhen 2011

Campionati italiani
Individuale
- Oro nella sciabola a Trieste 2013
- Bronzo nella sciabola a Bologna 2012
- Bronzo nella sciabola a Acireale 2014

A squadre
- Oro nella sciabola a Siracusa 2010
- Oro nella sciabola a Livorno 2011
- Oro nella sciabola a Bologna 2012
- Argento nella sciabola a Udine 2005
- Bronzo nella sciabola a Acireale 2014
- Bronzo nella sciabola a Torino 2015
- Bronzo nella sciabola a Roma 2016

### Risultati giovani
Europei Under-23
Individuale
- Bronzo nella sciabola a Debrecen 2009

A squadre
Europei giovani
Individuale
- Bronzo nella sciabola a Praga 2007

A squadre
- Oro nella sciabola a Tapolca 2005